# Canthon cyanellus
Canthon cyanellus är en skalbaggsart som beskrevs av Leconte 1859. Canthon cyanellus ingår i släktet Canthon och familjen bladhorningar. Inga underarter finns listade.